# Pepita Laguarda Batet
Pepita Laguarda Batet (Barcelona, 1919- Grañén, 1936) fue una militante anarquista española. Incorporada a las filas libertarias en 1936 sin haber cumplido la mayoría de edad, falleció en Huesca a los diecisiete años, luchando contra las fuerzas sublevadas que controlaban la ciudad.
Pepita Laguarda vivía en Hospitalet (Barcelona), y se incorporó a las filas anarquistas contra la opinión de su familia. Así pues, debió escapar de su casa para poder tomar las armas. Se unió a la Columna Ascaso y partió hacia el frente de Aragón.
Las crónicas de la época la describen como una persona entusiasta y valiente, que en todo momento supo mantener la entereza y presencia de ánimo, incluso en su lecho de muerte. 
Al momento de ser herida, a las 5:00 de la mañana del 1 de septiembre, Pepita Laguarda hacía ya varias horas que participaba en el combate. Al retirarla herida, el fuego de los sublevados se cebó en el puesto de la Cruz Roja. La miliciana fue trasladada primero al hospital de Vicién, donde se le aplicaron las primeras curas, y posteriormente al Hospital de sangre de Grañén, donde falleció a las 9:30.
Su compañero sentimental, Juan López Carvajal, quien se había alistado como voluntario acompañándola, fue quien escribió la carta notificando el deceso a la prensa.